# 薛绍彭

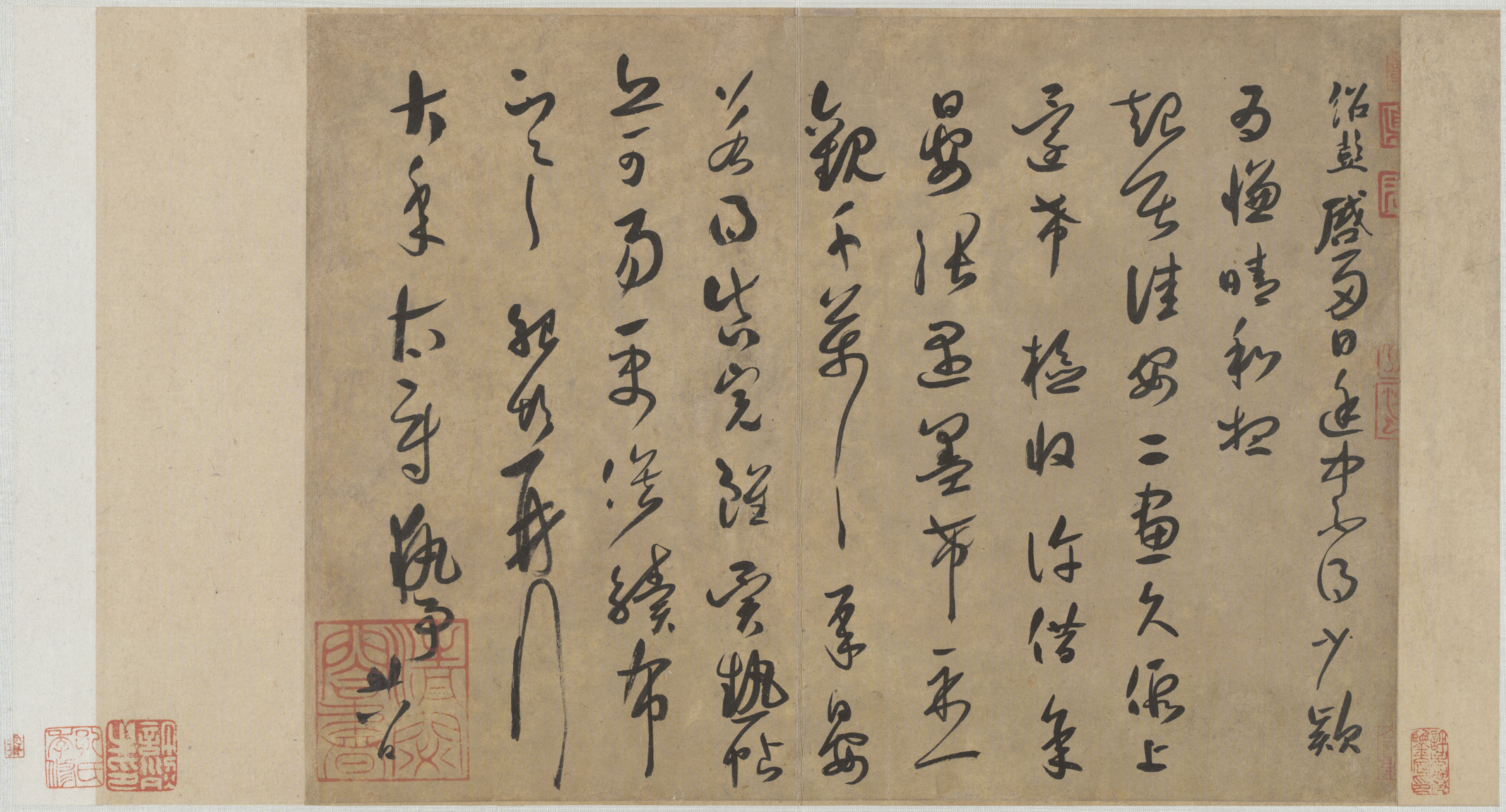
薛绍彭草书《大年帖》（北京故宫博物院藏）

薛绍彭（?—?），字道祖，号翠微居士，万泉（今山西省万荣县）人。
薛向之子。官秘阁修撰。工書法，行書與草書取法王羲之、王献之。楷书师法锺繇。元人虞集《道园学古灵》云：“米元章、薛绍彭、黄长睿方知古法，长睿书不逮，唯绍彭最佳。”传世作品有《兰亭临写本》、《晴和帖》、《二像帖》、《大年帖》等。